# Ребель, Карл Макс
Карл Макс Ребель (нем. Carl Max Rebel; 9 мая 1874, Берлин — 8 февраля 1955, Берлин) — немецкий художник.
Учился в Королевской академии художеств, где был близок к Мельхиору Лехтеру. Через Лехтера попал в окружение Штефана Георге, что оказало на него значительное влияние; в течение жизни Ребель написал 10 портретов поэта. В 1900 году благодаря посредничеству Эрнста Хардта провёл в Дрездене первую персональную выставку. Женившись на Иде Шульце (её сестра Ханна также вышла замуж за художника Курта Штёвинга), в 1903—1908 гг. жил и работал в Риме, принимая участие в культурных программах местных немецких обществ — не только как художник, но и как певец.
Автор портретов, пейзажей, натюрмортов с цветами. Критика относилась к Ребелю неоднозначно:
Одно время он обещал сделаться новым Бёклином, и его пребывание в Италии считалось основанием для такого предположения. С тех пор он всегда придерживался своих стандартов классического романтизма; но его краски, казалось, стали довольно однообразными в зелёной и фиолетовой гамме, а его портреты, как и его пейзажи, казались тусклыми от пессимизма.
Значительная часть наследия Ребеля погибла в 1943 году в Берлине во время бомбёжки.